# Julio Héctor Lagos
Julio Héctor Lagos (Buenos Aires, 3 de gener de 1945) és un periodista, locutor de ràdio i presentador de televisió argentí. Treballà al diari El Mundo, les revistes Tía Vicenta i El Gráfico.

## Trajectòria

### Primers anys
Va treballar en mitjans de comunicació des dels 16 anys. Va començar com cronista esportiu en el desaparegut diari El Mundo, alternant els seus primers treballs amb algunes matèries cursades en la Facultat de Filosofia i Lletres de la Universitat de Buenos Aires.
Es va exercir com dibuixant humorístic a la revista Tia Vicenta i va ingressar a El Gráfico.
A la vella Ràdio Municipal de Buenos Aires va començar la seva relació amb la radio. A l'ISER (Institut Superior d'Ensenyament Radiofònic), es va rebre de locutor cap a 1968.

### Televisió i AM
A finalitats de la dècada del '60, va començar a treballar en televisió; a Noticiero 13 (1967-68) i La campana de cristal (1968-70), pel Canal 13 que liderava Goar Mestre.
Al començament de la dècada del '70 era habitual la seva participació a Sábados Circulares, que conduïa Nicolás "Pipo" Mancera, i la lectura d'anuncis comercials en diversos esdeveniments esportius. En aquests anys va conduir Cine sin cortes, programa afavorit per la desapareguda empresa d'electricitat SEGBA, en la pantalla de Canal 7 —que en 1972 va donar principi al cicle Trasnoche, emès al llarg de la matinada.
Mentrestant, en AM, Lagos va començar la conducció d'un programa matutí que amb els anys anava a transformar-se en un clàssic: Charlando las noticias, cicle iniciat fins 1971 a Radio Belgrano i més tard passà per Radio Continental, on comptava amb una edició vespertina.
En 1975 va conduir El programa es usted a la tarde de Radio Continental, cicle que es va estendre fins a 1978, finalitzant a Radio Belgrano.

### "La mañana de Julio Lagos"
En 1979 va tornar a l'horari matutí amb el cicle Cada dia, per Radio Mitre. El 1980, a Radio El Mundo, el programa va canviar el seu nom a La mañana de Julio Lagos.
Entre març i desembre de 1982, va ser director de RAE (Radiodifusió Argentina a l'Exterior). Durant la seva breu gestió l'emissora oficial va sofrir una profunda reestructuració i renovació, es va anticipar als nous temps que viuria el país amb la obertura democràtica.
En 1983, es va mudar a Mar del Plata. Durant aquesta etapa en La Feliz va conduir cicles en emissores locals, fins que en 1988 va tornar a Buenos Aires.

### El Show Creativo
En 1984, Lagos va ser convocat per a conduir l'emissió especial d'un programa produït i coconduït pel publicista Juan Gujis, per la pantalla del llavors canal oficial ATC (Canal 7). Innovador per a la TV argentina per aquests anys, en el mateix es transmetien sol anuncis publicitaris, guanyadors dels Premis Clio. En 1985 es realitza una nova emissió, sota el nom de La mejor publicidad del mundo. En 1987, nous especials s'emeten diverses vegades a l'any, llavors per Canal 13 com El Show del Clío i dos anys més tard, en 1989, passa a transmetre's mensualment. Aquest mateix any —degut a l'èxit— finalment surt com a programa setmanal, els dissabtes a la mitjanit. En 1994 canvia el seu nom a El Show Creativo. Julio Lagos es va mantenir en la conducció del programa, al costat de Juan Gujis fins a 1997.

### "La mañana..." en FM
Al començament de 1990, torna amb el seu reeixit cicle radial La mañana de Julio Lagos, aquesta vegada a través de FM Aspen (102.3), comptant amb una edició vespertina, Regresando con Julio Lagos, de 17 a 19.
En 1997 es converteix en el primer programa radial argentí a ser transmès en viu i en directe a través d'Internet, i a partir de 1999, continuant en la mateixa línia d'avantguarda tecnològica, s'instal·la una cambra en l'estudi de radio per a visualitzar la transmissió en temps real.
En 2003 deixa d'emetre's per FM Aspen. Va passar per breu lapse a la desapareguda FM Gen —actualment Pop Radio (101.5)— i a partir de 2006 a FM Identidad (92.1).

### Cadena Radiolagos
En 2005, reafirmant la seva condició d'innovador en els mitjans argentins, Julio Lagos va llançar la Cadena Radiolagos, integrada per catorze emissores de tot el país. Transmet via internet i podcasting, la qual cosa permet escoltar-la a través de reproductors de mp3.

### "Despierto y por la calle"
A partir de 2007 va tornar a AM, amb el seu programa Despierto y por la calle, de dilluns a divendres de 4 a 6 de la matinada, per Radio del Plata. Amb un format nou per als programes radials de vetlli, Lagos surt als carrers de Buenos Aires, realitzant reportatges a la gent que treballa o transita per aquestes hores a la ciutat. Des d'inicis de 2009 continua amb aquest cicle per una altra emissora, Radio 10, de 2 a 6 de la matinada. Era acompanyat pel locutor i periodista Horacio Galloso (1933-2012).
En 2010 condueix "La radio sos vos", per LS5 Radio Rivadavia, de 13 a 14.30, traient la ràdio al carrer en un horari diürn.

### "Sábado a la Noche"
Des de març de 2011 realitza un programa nocturn a Radio El Mundo AM 1070. Cada dissabte de 22 a 0 apunta a l'entreteniment, música en viu i entrevistes en pis. Des dels estudis de Rivadavia 825, convida als oïdors a formar part del "Show radiofónico", ja sigui a través de Facebook, Twitter o mitjançant missatges de veu. Crea un ambient de "viu pur" i dinàmic, espontani, fins que sona l'Himne Nacional Argentí. Ho acompanyen Leo Fernández i Alejandra Nieto (operació), Leticia Funes (locució); Camila Iannini (producció).

### "La mañana de Julio Lagos"
Des d'abril de 2014 l'home que en els últims anys va concretar nous continguts i formats en aquest mitjà torna de dilluns a divendres, de 6 a 9, per AM 950, emissora que tornarà a recuperar el seu tradicional i reconeguda denominació: Radio Belgrano

## Premis i distincions
- 1970: Cruz de Plata.[2]
- 1971: Premi Santa Clara de Asís.[2]
- 1971: Martín Fierro.[2]
- 1972: Martín Fierro.[2]
- 1973: Premi Santa Clara de Asís.[2]
- 1974: Premi San Gabriel.[2]
- 1987: Premi Konex[2]
- 2000: Premi Ondas (Barcelona).[10]
- 2003: Premi Internacional de Periodisme Rei d'Espanya.[11]
- 2008: Premi Argentores.[2]
- 2008: Premi Eter - Revelación.[2]

## Llibres
- ¿Que hacés, Buenos Aires... (Editorial Peña Lillo, 1967)
- En vivo y en directo (Editorial Marcucci, 1969)
- Radio, televisión, desarrollo y seguridad (Editorial Estrategia, 1970)
- Crónicas de la radio publicadas en Internet (Ediciones Corregidor, 2003)
- Cómo se toma el mate (Ediciones Radiolagos, 2003; 2ª ed. 2004)
- Corazón de radio (Ediciones Corregidor, 2010)
- "El misterio del Estadio Ebro" (Ediciones Corregidor, 2015)